# 이루마티오

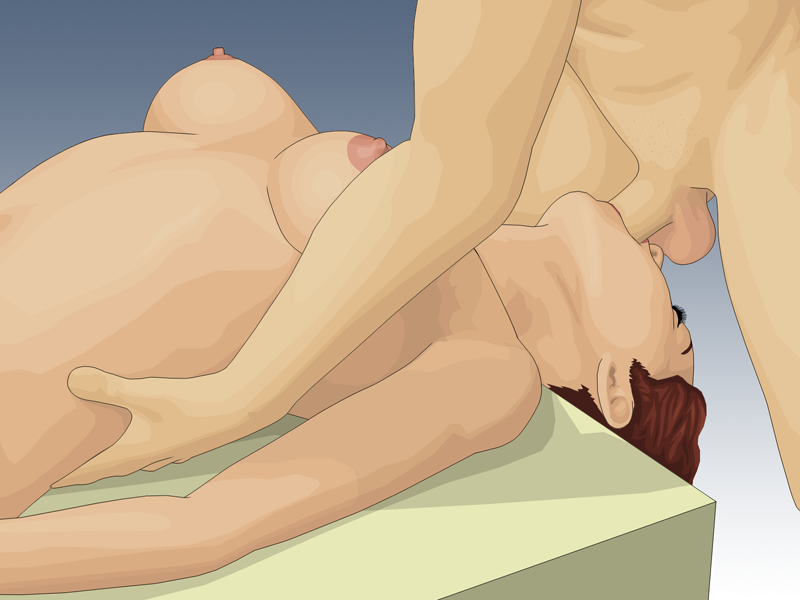
이루마티오

이루마티오(영어: irrumatio, irrumation, face-fucking)는 구강 성교의 일종으로, 상대의 입에 남자가 자신의 성기를 넣어 상대의 머리를 손으로 들고 앞 뒤로 흔들면서 남성의 성기를 상대의 입에 넣는 행위이다. 어원은 라틴어 irrumātiō이며, 의미는 영어 irrumatio와 동일하다.
일본어로는 イラマチオ(이라마치오)라고 한다.

## 같이 보기
- 딥 스로팅
- 구강성교
- 펠라티오